# Liste des cours d'eau de l'Aisne
Pour un article plus général, voir Géographie de l'Aisne.

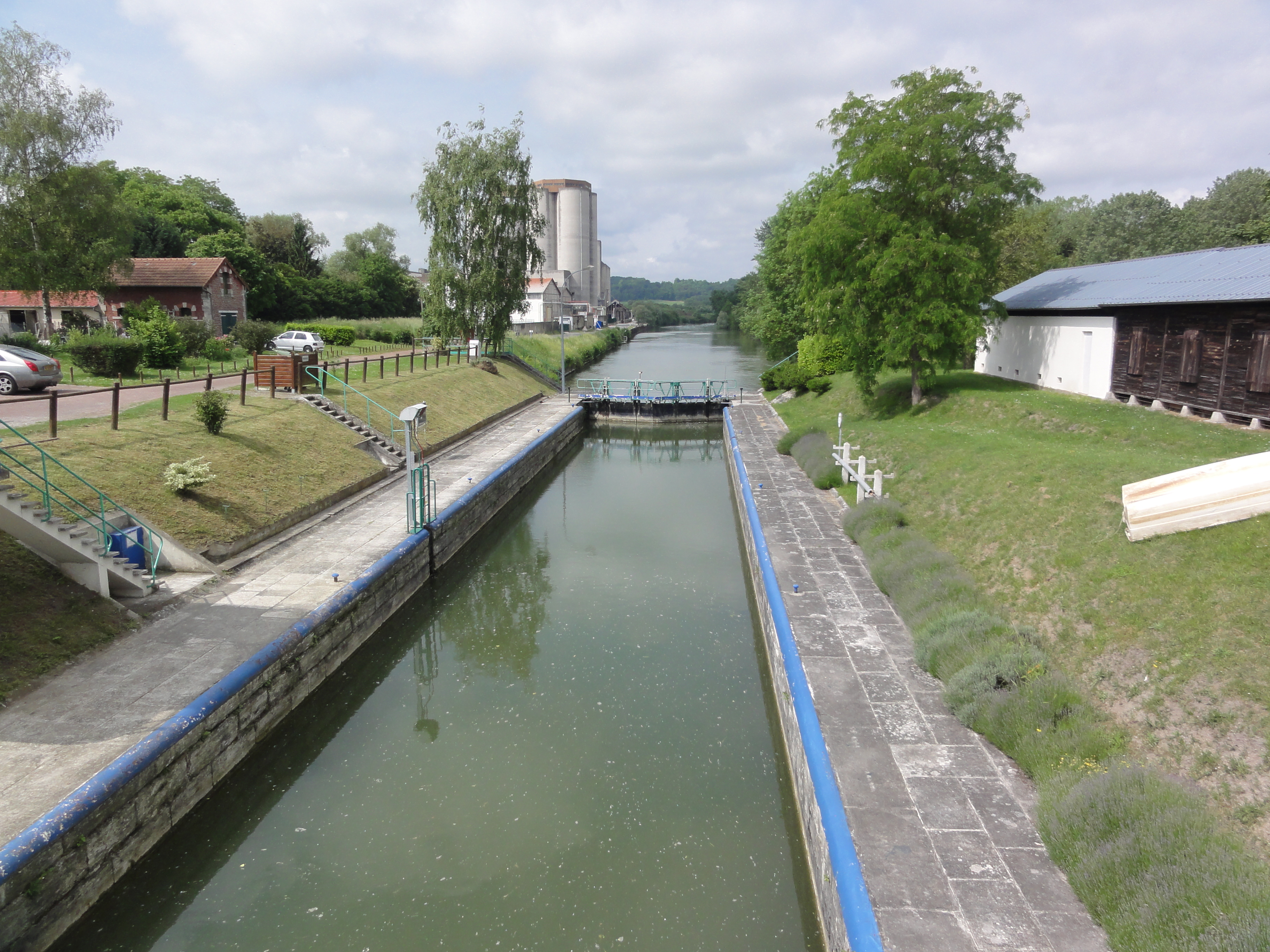
L'Aisne canalisée à Vic-sur-Aisne.

Liste des fleuves, rivières et autres cours d'eau qui parcourent en partie ou en totalité le département de l'Aisne, en région Hauts-de-France, et dont la longueur est supérieure à 10 km, sauf exceptions.

## Classement par ordre alphabétique

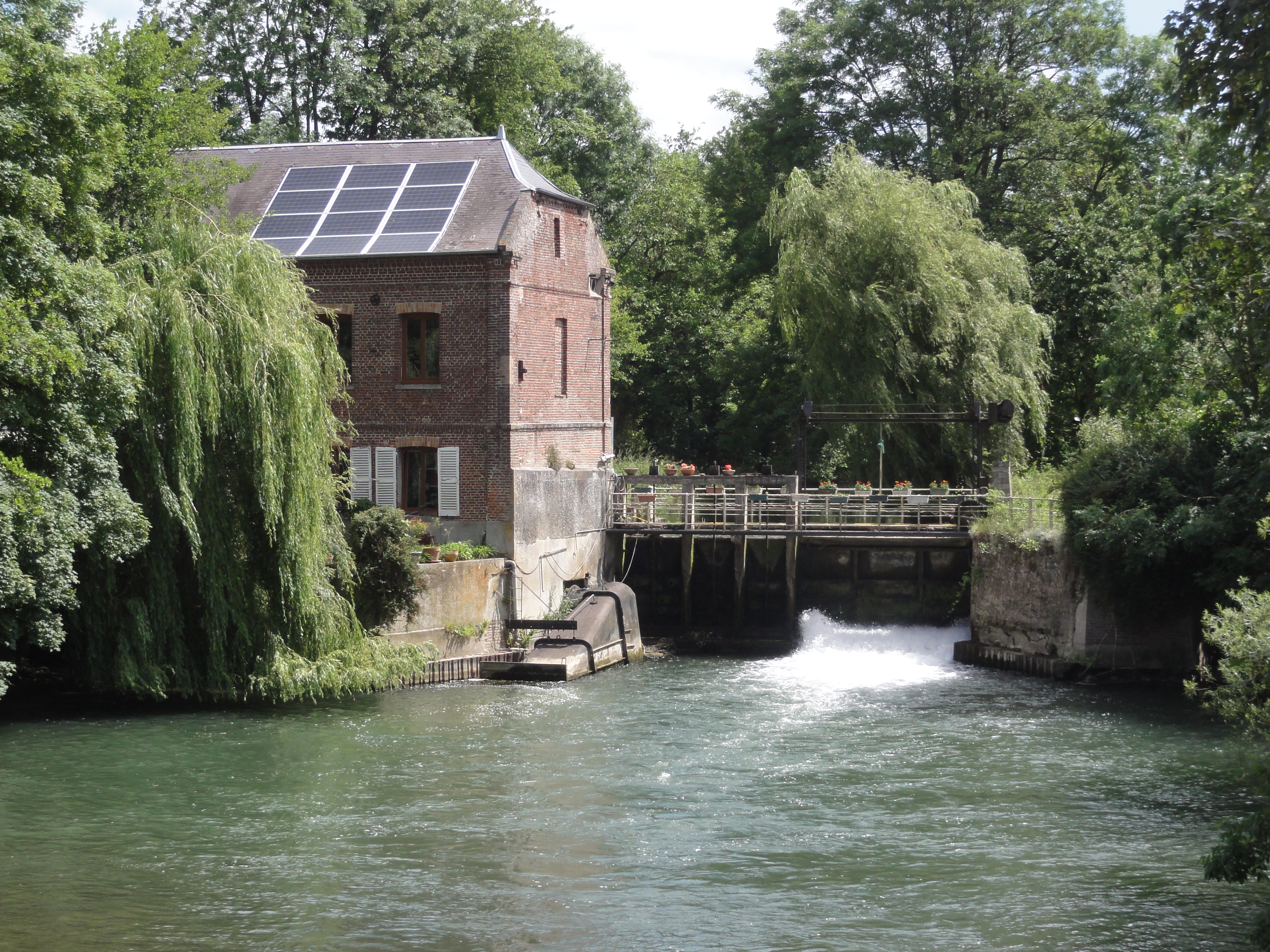
Moulin sur la Serre à Tavaux-et-Pontséricourt.

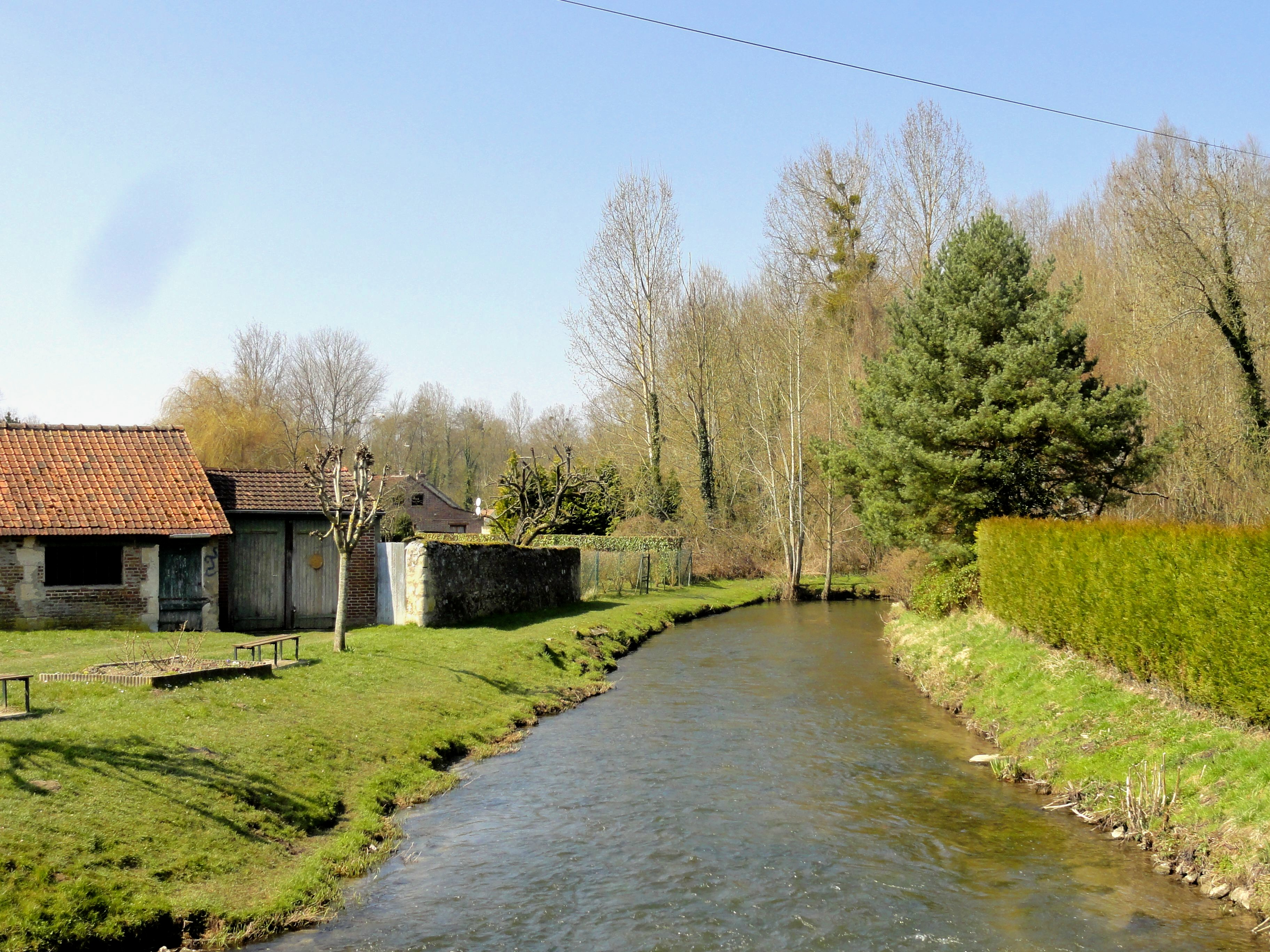
L'Automne à Béthisy-Saint-Martin.

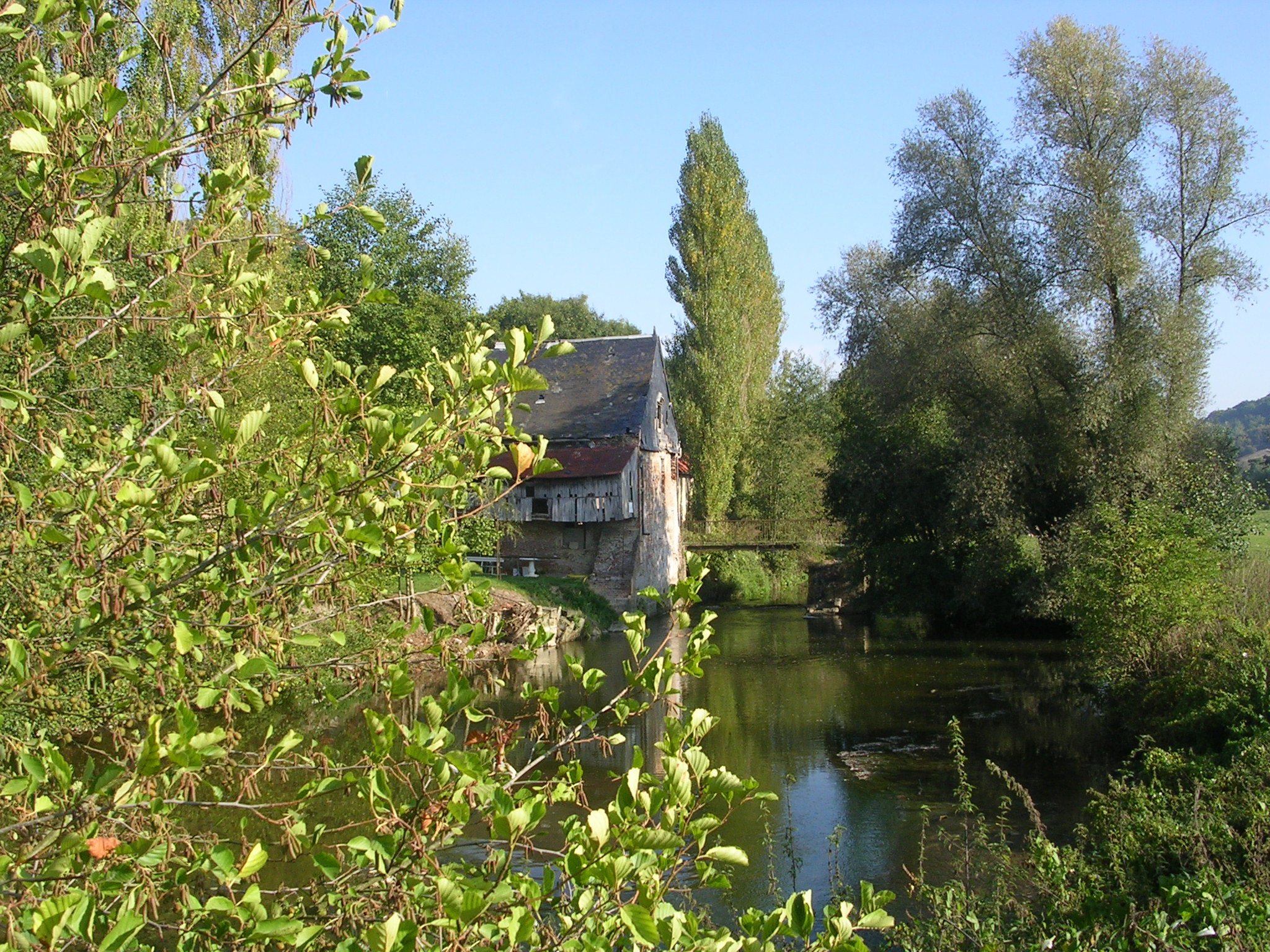
Le vieux moulin sur le Noirrieu à Grand-Verly.

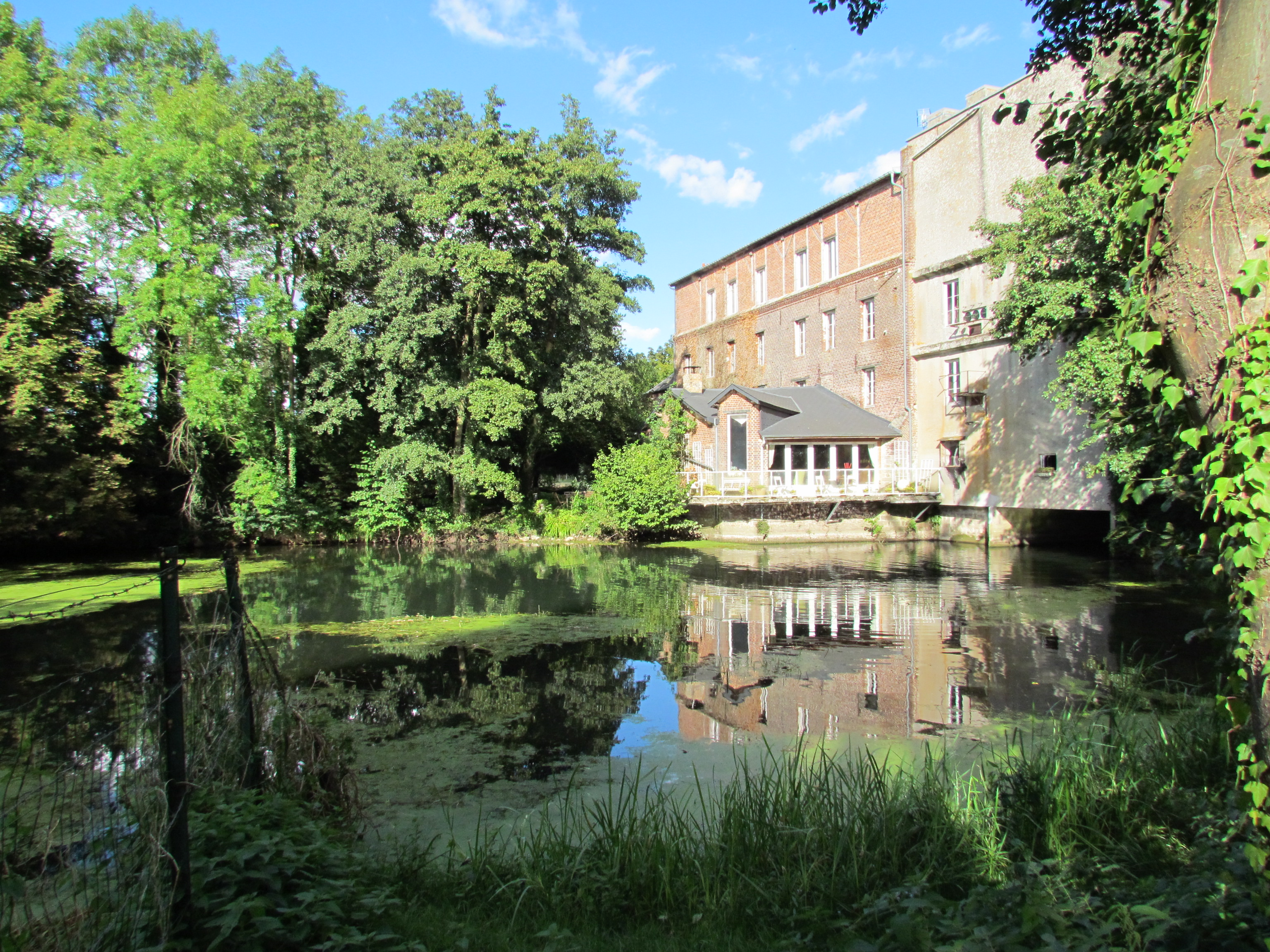
La Souche à Chalandry.

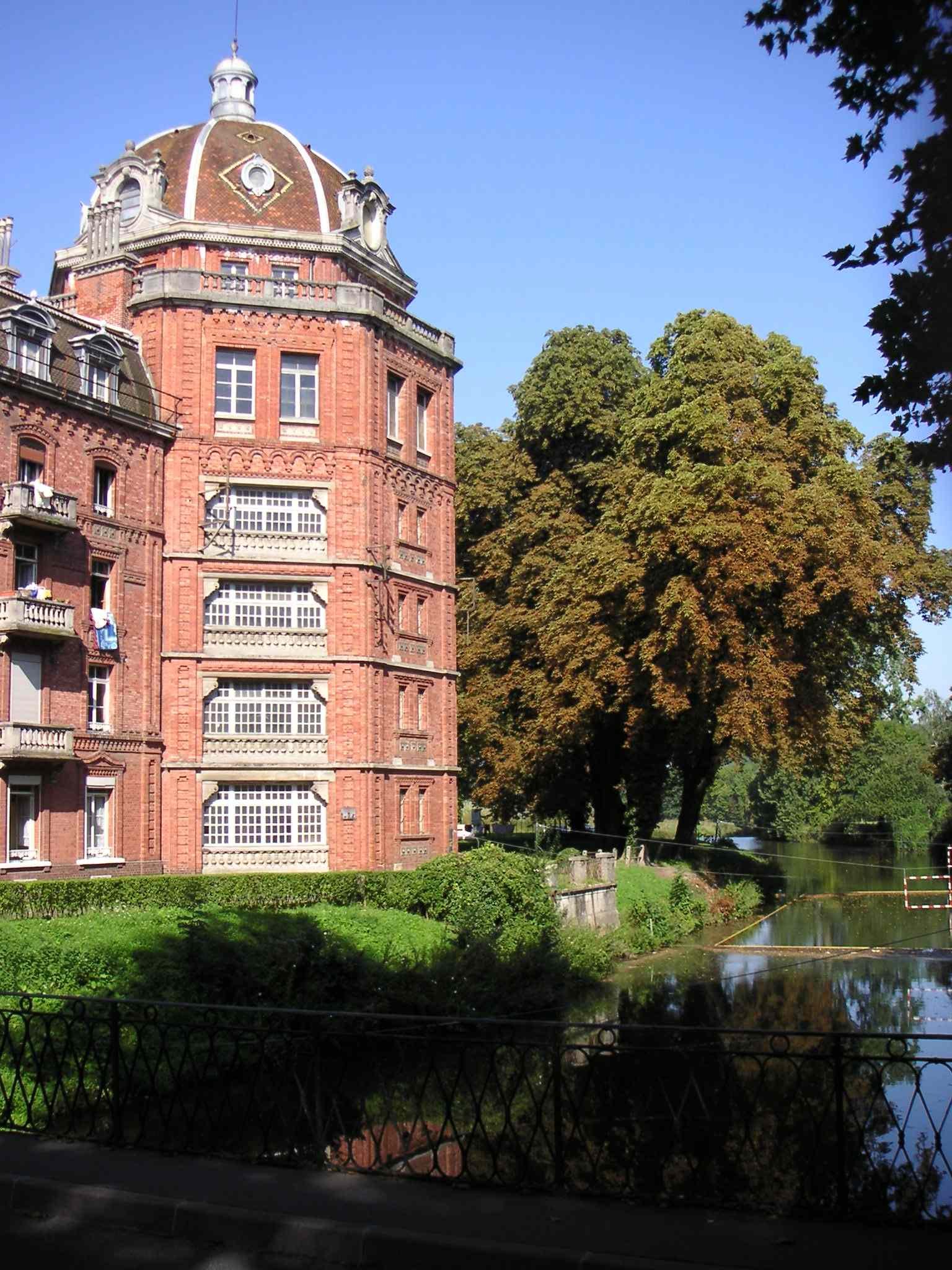
Le Familistère de Guise à côté de l'Oise.

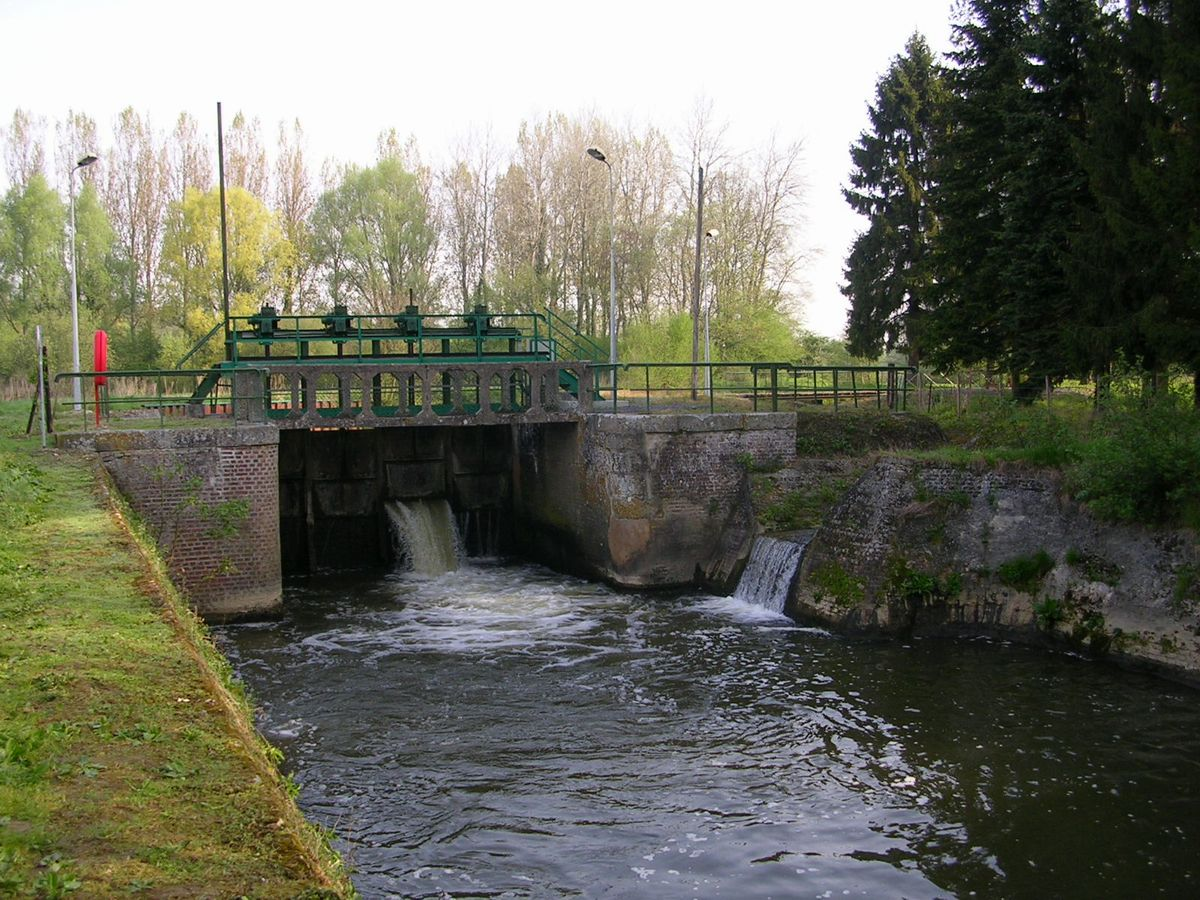
Barrage sur le Noirrieu.

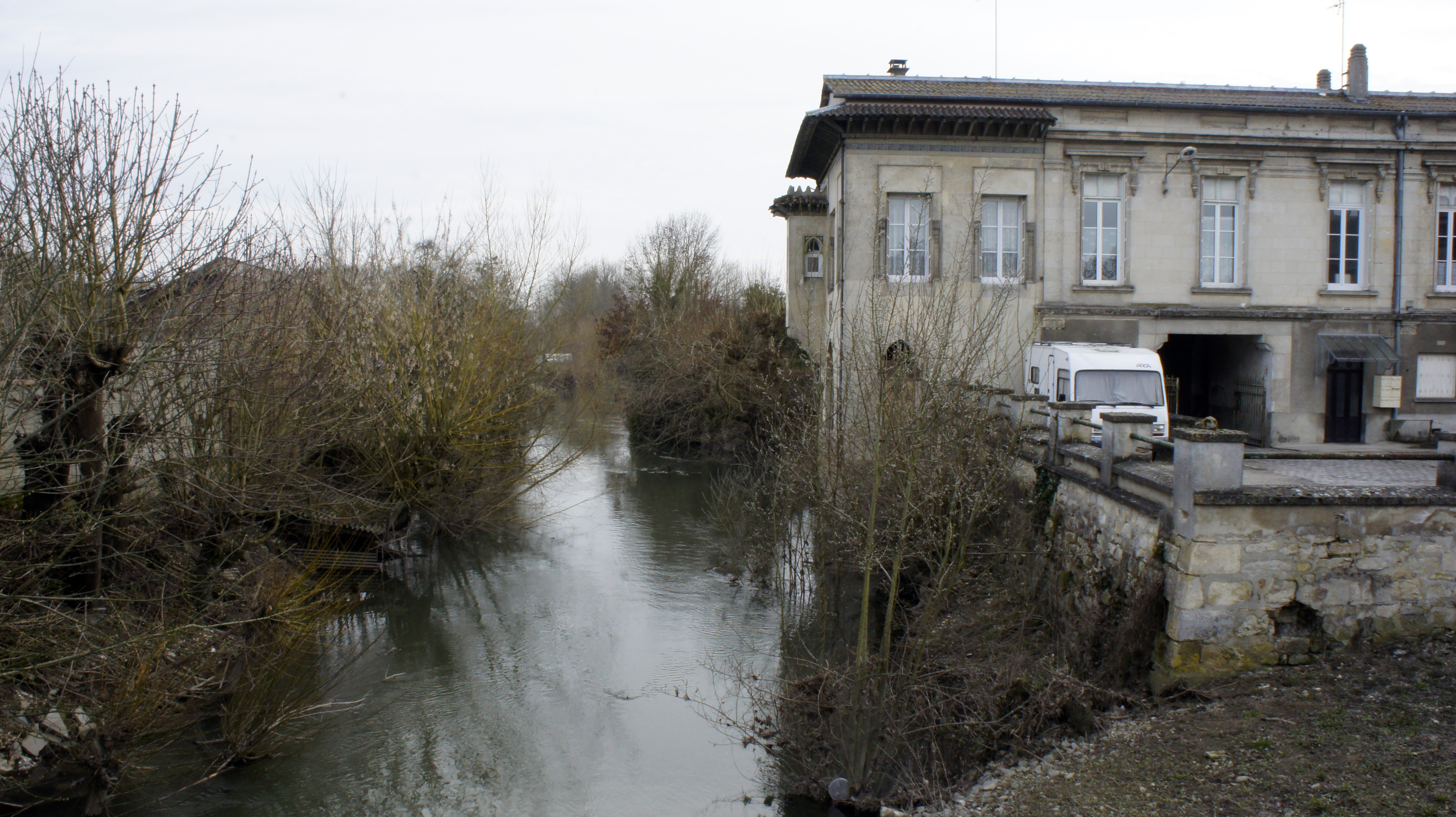
La Retourne à Neufchâtel-sur-Aisne et sur la droite le château

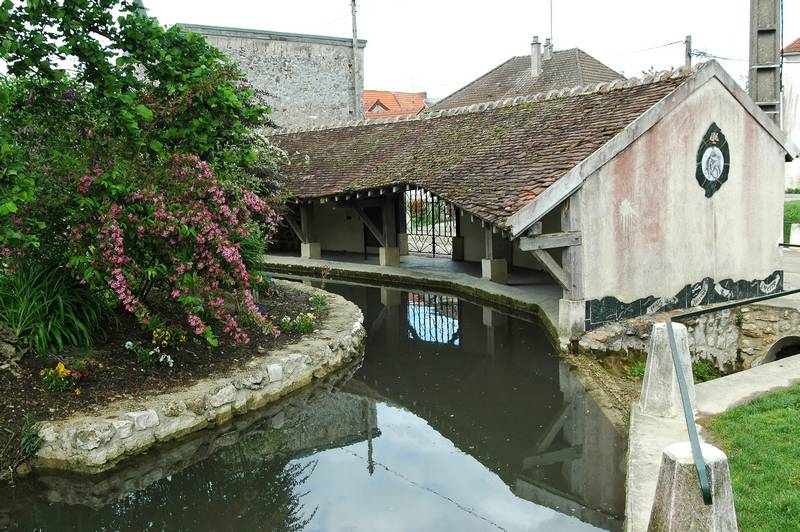
Le lavoir central de Condé-en-Brie sur un affluent du Surmelin.

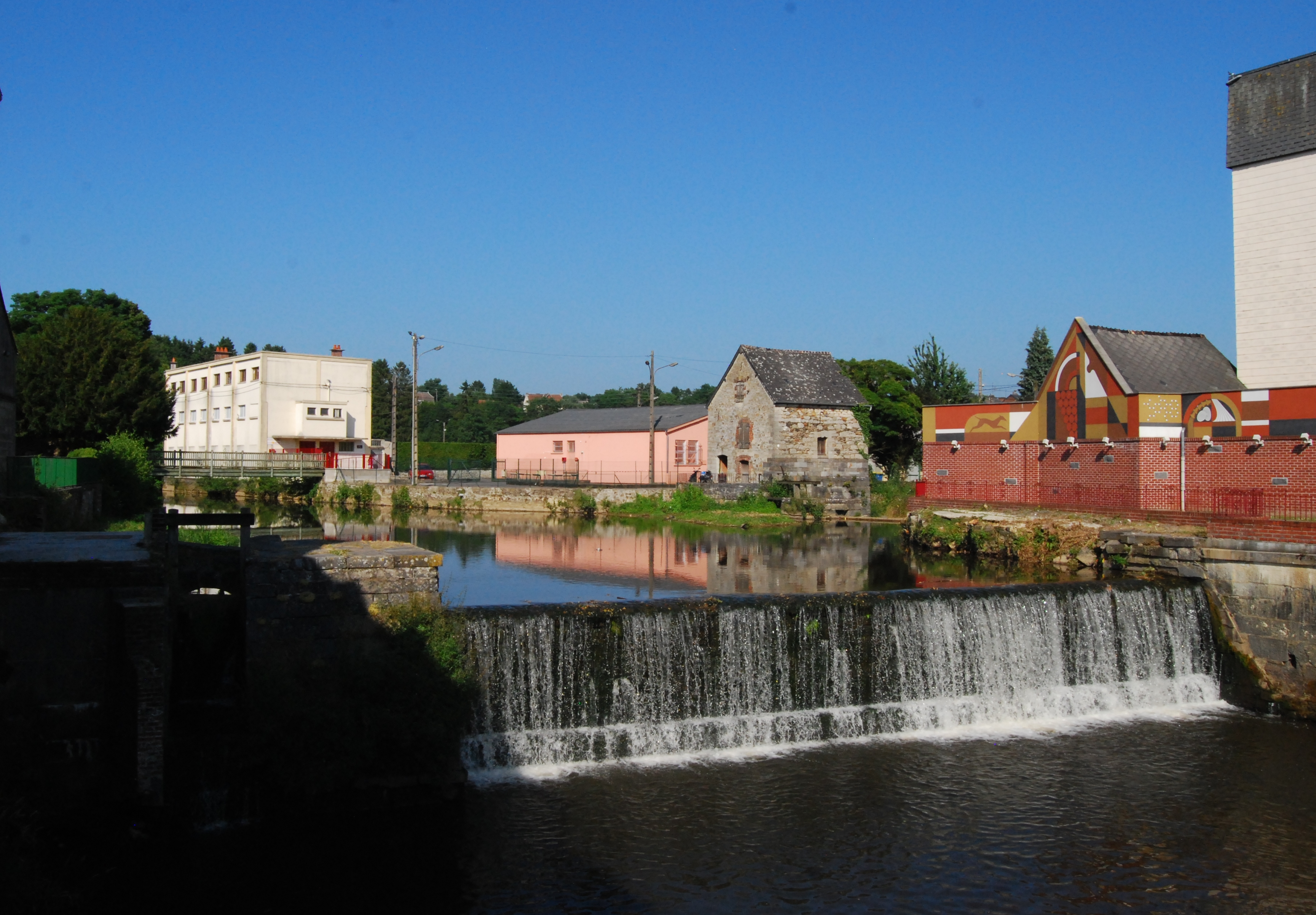
La fameuse chute du Gland à Hirson.

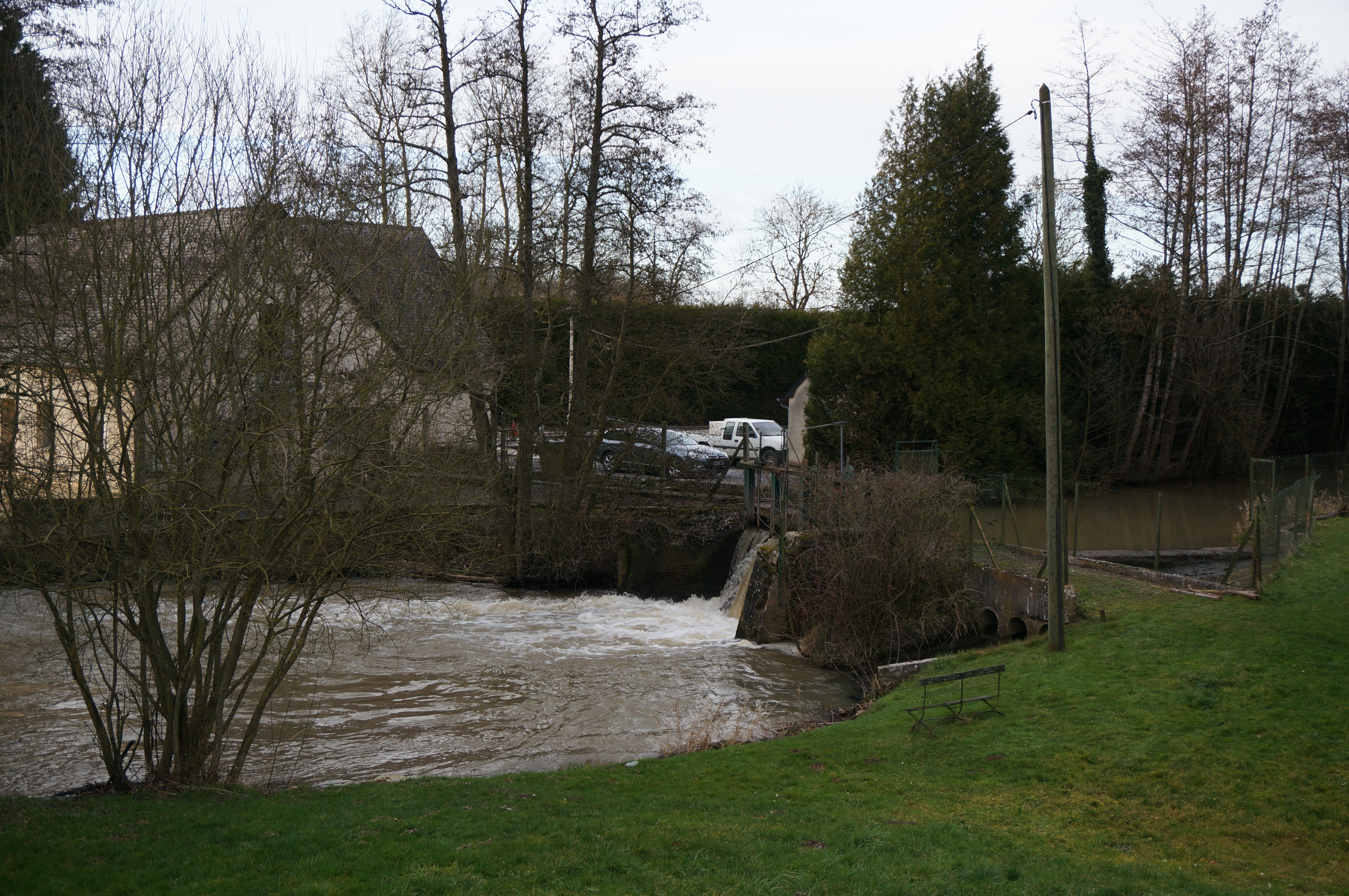
Barrage de la Brune à Rogny.

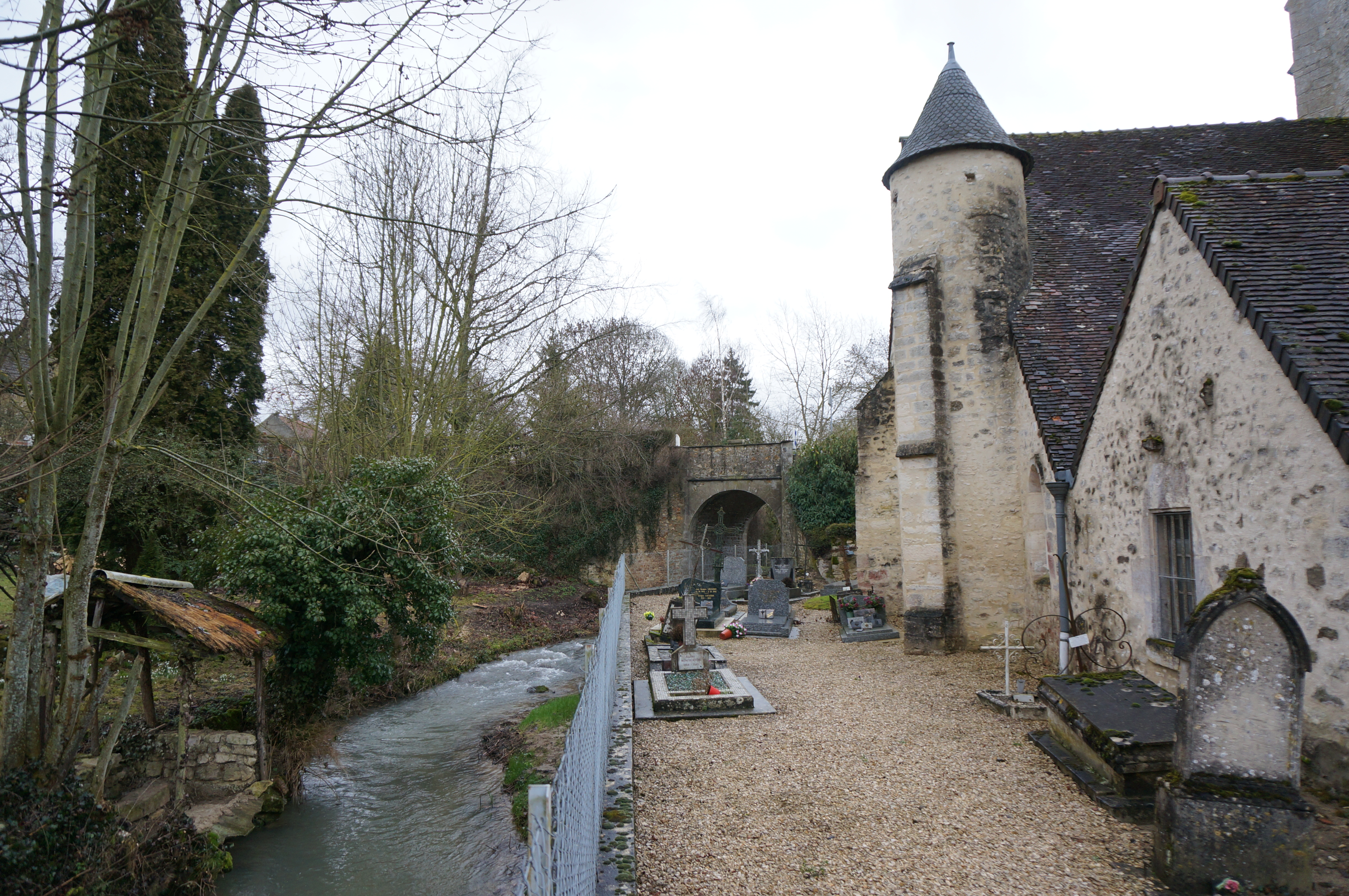
La Semoigne et l'église de Villers-Agron-Aiguizy.

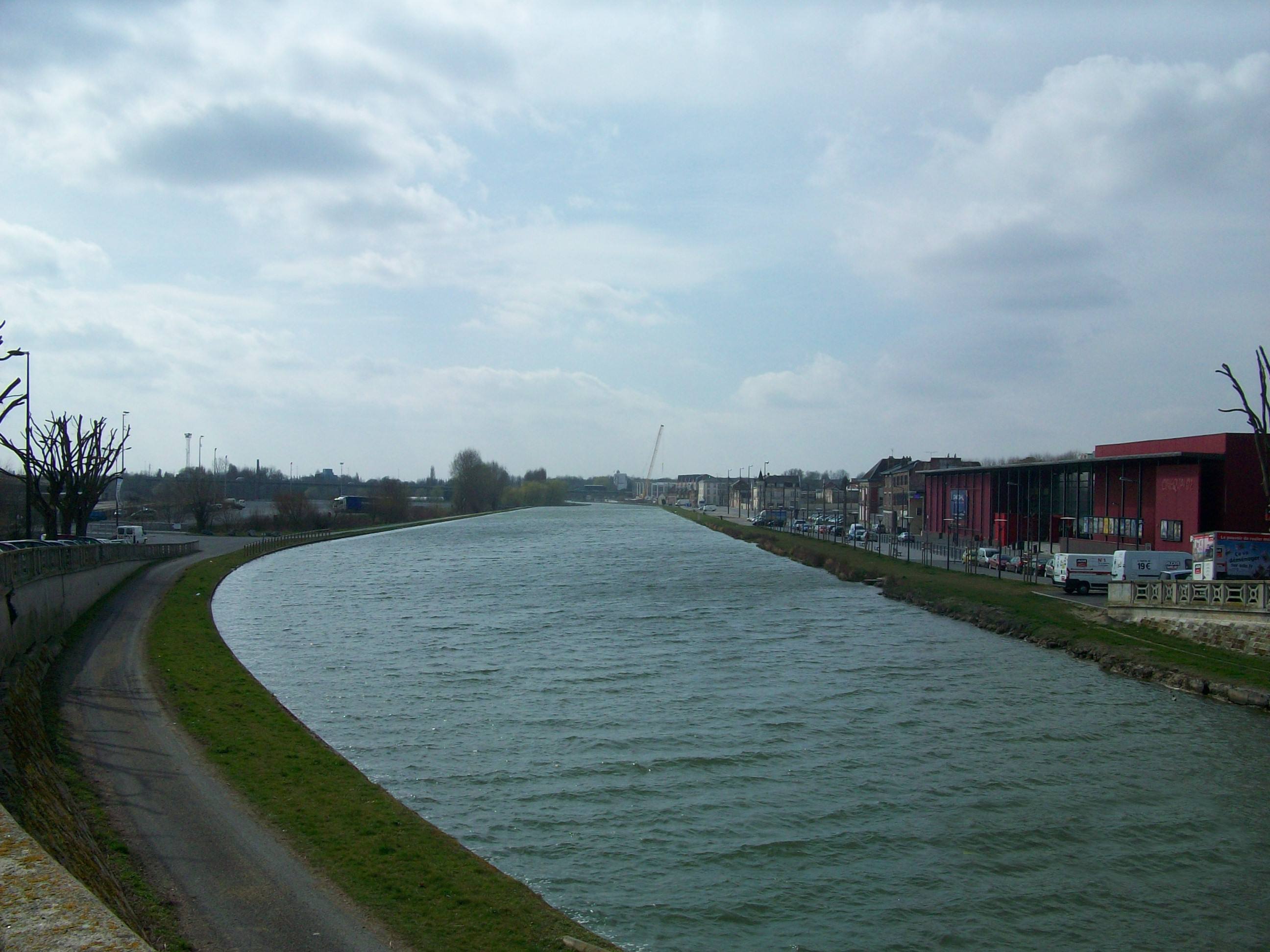
Quai Gayant situé sur le canal de Saint-Quentin, au centre de la ville de Saint-Quentin.

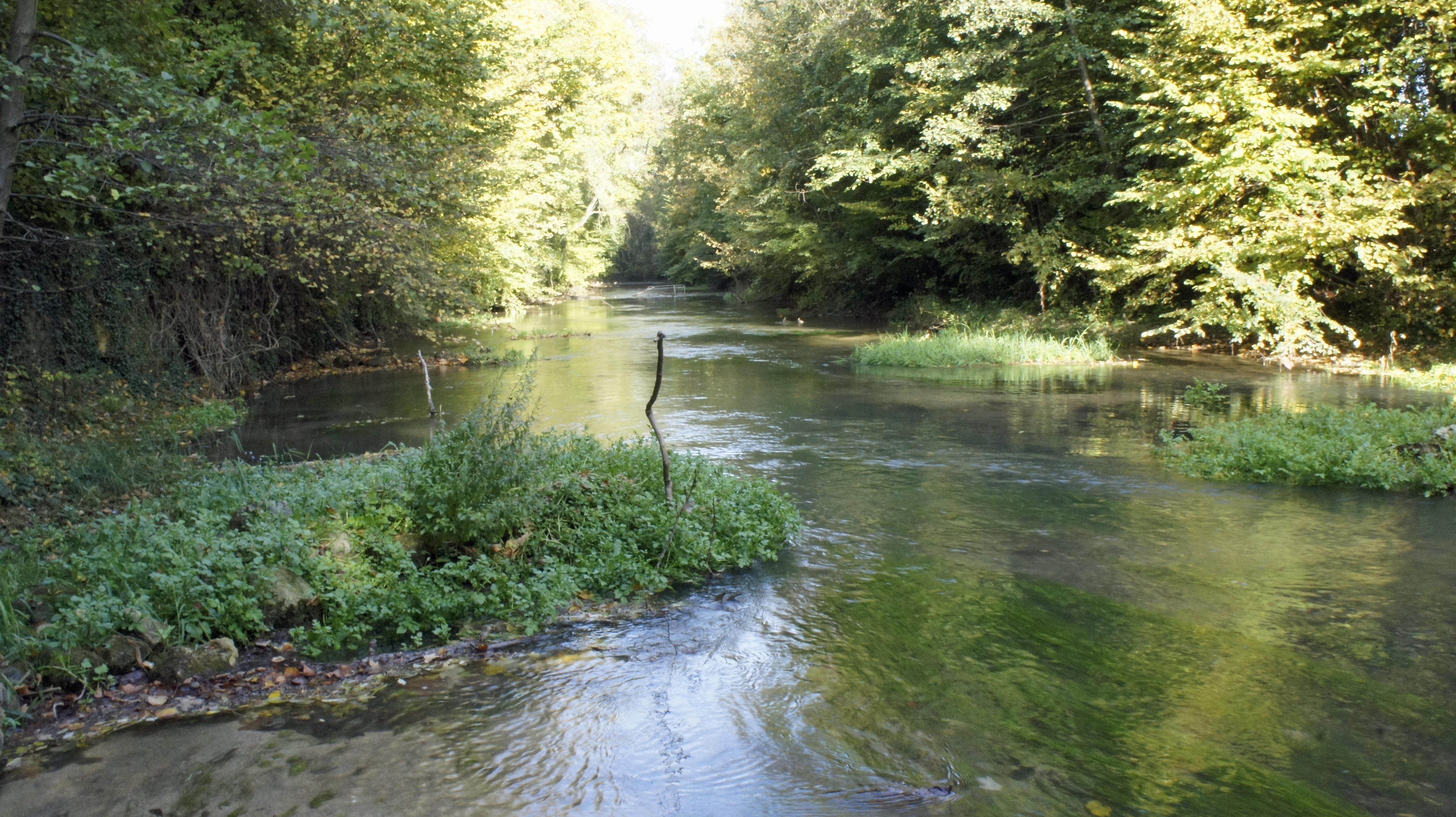
la Vesle à Sillery.

- l'Ailette[S 1] - l'Aisne[S 2] - l'Ancienne Fausse Souche[S 3] - l'Ardon[S 4] - l'Artoise[S 5] - l'Automne[S 6]
- Les Barentons[S 7] - le Beaurepaire[S 8] - La Blonde[S 9] - la Brune[S 10] - la Buze[S 11]
- le canal de la Sambre à l'Oise[S 12] - le canal de Saint-Quentin[S 13] - le Chertemps[S 14] - le Clignon[S 15] - la Cologne[S 16] - la Crise[S 17]
- la Dhuis[S 18] - Dolloir[S 19]
- l'Escaut[S 20]
- le Fonds du Paradis[S 21]
- le Gland[S 22] - le Goujon[S 23]
- le Hurtaut[S 24]
- l'Iron[S 25]
- le Landouzy[S 26] - Le Lerzy[S 27] - la Librette[S 28] - la Loivre[S 29]
- la Marne[S 30] - la Marnoise[S 31] - la Miette[S 32] - la Muze[S 33]
- le Noirieu[S 34]
- l'Oise[S 35] - l'Omignon[S 36] - l'Ordrimouille[S 37] - l'Orillon[S 38] - l'Ourcq[S 39]
- le Peron[S 40] - le Petit Gland[S 41] - le Petit Morin[S 42]
- la Retourne[S 43] - la Rigole du Noirieux[S 44] - la Rivièrette[S 45] - le Ru de Chérêt[note 2] - le Ru de Polton[S 46] - le Ru de Retz[S 47] - le Rucher[S 48] - le Ruisseau de Coingt[S 49]
- la Sambre[S 50] - la Savières[S 51] - la Selle[S 52] - la Semoigne[S 53] - la Serre[S 54] - la Simone[S 55] - la Somme[S 56] - la Sommette[S 57] - la Souche[S 58] - la Suippe[S 59] - le Surmelin[S 60]
- le Thon[S 61]
- la Verdonnelle[S 62] - la Verse[S 63] - la Vesle[S 64] - le Vigneux[S 65] - le Vilpion[S 66],[1],[2]

## Classement par fleuve et bassin versant
Les fleuves de l'Aisne sont la Somme qui source dans celui-ci, ainsi que l'Escaut et la Meuse par la Sambre, alors que le bassin versant principal est celui de la Seine avec ses deux grands affluents l'Oise, la Marne qui la traversent et le sous-affluent de l'Oise, l'Aisne qui a donné son hydronyme au département 
et donc soit :
- L'Escaut, 350 km[S 20]
  - la Selle, 46 km[S 52]
- la Meuse, 486 km[S 67]
  - la Sambre, 101,2 km[S 50]
    - la Solre, 23 km
    - la Tarsy, 14,2 km
    - l’Helpe Majeure, 69,1 km
    - l’Helpe Mineure, 51 km
    - la Riviérette, 18,8 km[S 45]
- La Seine, 777 km[S 68]
  - la Marne, 514 km[S 30]
    - le Dolloir, 13,6 km[S 19]
    - l'Ourcq, 86,5 km[S 39]
      - le Clignon, 30 km[S 15]
      - l'Ordrimouille, 16 km[S 37]
      - la Savières, 18,1 km[S 51]

    - le Petit Morin, 86,3 km[S 42]
    - la Semoigne, 17 km[S 53]
    - le Surmelin, 41,5 km[S 60]
      - la Dhuis, 21,4 km[S 18]
        - la Verdonnelle, 25,5 km[S 62]

      - le Fonds du Paradis, 1,5 km[S 21]

  - l'Oise, 341,1 km[S 35]
    - l'Ailette, 59,5 km[S 1]
      - l'Ardon, 11,2 km[S 4]
        - le Ru de Polton, 5,1 km[S 46]
          - le Ru de Chérêt[note 2]

    - l'Aisne, 355,9 km[S 2]
      - la Crise, 24 km[S 17]
      - la Loivre, 10,4 km[S 29]
      - la Miette, 15,1 km[S 32]
      - la Retourne, 45,4 km[S 43]
      - le Ru de Retz, 14,6 km[S 47]
      - la Suippe, 81,7 km[S 59]
      - la Vesle, 139,4 km[S 64]
        - l'Ardre, 39,3 km[S 69]
        - la Muze, 17,2 km[S 33]
          - l'Orillon, 16,2 km[S 38]

    - l'Automne, 33,9 km[S 6]
    - le Gland, 36,8 km[S 22]
      - l'Artoise, 19,3 km[S 5]
      - le Petit Gland, 29 km[S 41]

    - le Lerzy, 10,8 km[S 27]
    - la Librette, 8,1 km[S 28]
    - la Marnoise, 6,8 km[S 31]
    - le Noirieu, 32,9 km[S 34]
      - le Canal de la Sambre à l'Oise, 53,1 km[S 12]
        - l'Iron, 24,8 km[S 25]

    - la Serre, 95,9 km[S 54]
      - le Hurtaut, 38,1 km[S 24]
      - la Souche, 31,9 km[S 58]
        - l'Ancienne Fausse Souche, 2,4 km[S 3]
        - les Barentons, 25,2 km[S 7]
        - la Buze, 20,2 km[S 11]

      - le Peron, 15,2 km[S 40]
      - le Rucher, 16 km[S 48]
      - le Vilpion, 42,8 km[S 66]
        - le Beaurepaire, 8,9 km[S 8]
        - la Brune, 37,5 km[S 10]
          - le Ruisseau de Coingt, 6,3 km[S 49]
            - la Blonde, 10 km[S 9]

        - le Chertemps, 9 km[S 14]
          - la Simone, 4,5 km[S 55]

        - le Landouzy, 8,3 km[S 26]

      - le Vigneux, 5,2 km[S 65]

    - le Thon, 56,3 km[S 61]
      - le Goujon, 13,2 km[S 23]

    - la Verse, 23 km[S 63]
- La Somme (170 km)[S 56]
  - le Canal de la Somme[S 70]
  - le Canal du Nord (rd) 75,6 km[S 71]
  - le canal de Saint-Quentin, 28,2 km[S 13]
  - la Cologne, 23 km[S 16]
  - l'Omignon, 32 km[S 36]
  - la Rigole du Noirieux, 32 km[S 44]
  - la Sommette, 15 km[S 57]

## Hydrologie
La Banque Hydro a référencé les cours d'eau suivants : 
- L'Ailette à : 
  - Chamouille[BH 1], Chavignon[BH 2], Colligis-Crandelain [Crandelain][BH 3], Chaillevois[BH 4], Bichancourt[BH 5]
- L'Aisne :
  - (totale) à Berry-au-Bac[BH 6], (partielle) à Berry-au-Bac[BH 7], [rigole amont] à Berry-au-Bac[BH 8], [rigole aval] à Berry-au-Bac[BH 9], [rigole] à Berry-au-Bac[BH 10], à Pontavert[BH 11], à Soissons [La passerelle des anglais][BH 12], à Soissons [Le mail (station US)][BH 13], à Cuffies [Vauxrot][BH 14], à Soissons [Le mail (station US)][BH 15], à Soissons [Le mail (station US)][BH 16]
- L'Ancienne Sambre au Nouvion-en-Thiérache [Moulin Lointain][BH 17]
- Les Barentons à : 
  - Barenton-Bugny[BH 18], Chambry[BH 19]
- La Crise à Soissons[BH 20]
- l'Escaut à Vendhuile[BH 21]
- La Marne à Château-Thierry[BH 22]
- Le Noirieu à 
  - Étreux[BH 23], la Neuville-lès-Dorengt[BH 24]
- L'Oise à 
  - Hirson[BH 25], Monceau-sur-Oise[BH 26], Flavigny-le-Grand-et-Beaurain[BH 27], Origny-Sainte-Benoite[BH 28], Origny-Sainte-Benoite [RIGOLE][BH 29], Origny-Sainte-Benoite [+ rigole][BH 30], Condren[BH 31]
- L'Ourcq à Chouy[BH 32]
- Le ru de Chérêt à : 
  - Chérêt [Les Marais][BH 33], Chérêt [Les Croannes][BH 34]
- Le ru de Retz à Ambleny [Pont Cheminet][BH 35]
- La Savières à Longpont[BH 36]
- La Serre à :
  - Rozoy-sur-Serre[BH 37], Montcornet[BH 38], Mortiers[BH 39], Pont-à-Bucy[BH 40]
- La Souche à : 
  - Froidmont-Cohartille[BH 41], Froidmont-Cohartille [RN2][BH 42], Froidmont-Cohartille[BH 43]
- La Suippe à Orainville[BH 44]
- le Surmelin à 
  - Saint-Eugène[BH 45], Mézy-Moulins[BH 46]
- Le Thon à Origny-en-Thiérache[BH 47]
- La Vesle à :
  - Braine[BH 48], Chassemy[BH 49]